# Dwarf Lulu
Le Dwarf Lulu est une race bovine népalaise qui est réputée être issue d'hybridation  entre des zébus, des bovins européens et des yaks. Il n'a pas de bosse.